# Liste der Einträge im National Register of Historic Places im Braxton County
Diese Liste der Einträge im National Register of Historic Places im Braxton County enthält alle im Braxton County, West Virginia in das National Register of Historic Places eingetragenen Gebäude, Bauwerke, Objekte, Stätten oder historischen Distrikte.
Diese Liste entspricht dem Bearbeitungsstand des National Park Service/National Register of Historic Places vom 27. September 2024.

## Legende
| NRHP | Historic Place             |
| HD   | National Historic District |

## Aktuelle Einträge
| [ 2 ] | Name                              | Bild                              | Eintragsdatum                 | Lage                                                                                                | Ort        | Beschreibung |
| ----- | --------------------------------- | --------------------------------- | ----------------------------- | --------------------------------------------------------------------------------------------------- | ---------- | ------------ |
| 1     | Burnsville Bridge                 | Burnsville Bridge                 | 17. März 1995 ID-Nr. 95000254 | Bridge St. über den Little Kanawha River 38° 51′ 19″ N, 80° 39′ 25″ W                               | Burnsville |              |
| 2     | Cunningham House and Outbuildings | Cunningham House and Outbuildings | 21. März 1984 ID-Nr. 84003510 | Bulltown Historic Area am Burnsville Lake 38° 47′ 34″ N, 80° 33′ 40″ W                              | Napier     |              |
| 3     | Gassaway Depot                    | Gassaway Depot                    | 17. März 1994 ID-Nr. 94000215 | zwischen der 4th und 5th Sts. 38° 40′ 16″ N, 80° 46′ 36″ W                                          | Gassaway   |              |
| 4     | William Edgar Haymond House       | William Edgar Haymond House       | 21. Apr. 2004 ID-Nr. 04000356 | 110 S. Stonewall St. 38° 39′ 45″ N, 80° 42′ 33″ W                                                   | Sutton     |              |
| 5     | Old Sutton High School            | Old Sutton High School            | 29. Aug. 1979 ID-Nr. 79002570 | N. Hill Rd. 38° 40′ 0″ N, 80° 42′ 26″ W                                                             | Sutton     |              |
| 6     | Michael Smith House               |                                   | 28. Sep. 2006 ID-Nr. 06000902 | am Ende der County Route 5 und der Einmündung in die County Route 19/26 38° 48′ 39″ N, 80° 48′ 4″ W | Cedarville |              |
| 7     | Sutton Downtown Historic District | Sutton Downtown Historic District | 10. Juli 1987 ID-Nr. 87001059 | zwischen der Main St., dem River View Dr. und der First St. 38° 39′ 51″ N, 80° 42′ 28″ W            | Sutton     |              |
| 8     | Union Civil War Fortification     |                                   | 21. März 1984 ID-Nr. 84003515 | Bulltown Historic Area am Burnsville Lake 38° 47′ 23″ N, 80° 33′ 51″ W                              | Napier     |              |
| 9     | Weston and Gauley Bridge Turnpike | Weston and Gauley Bridge Turnpike | 28. Jan. 1999 ID-Nr. 98001430 | Abschnitt zwischen dem Stonewell Jackson Lake und dem Burnsville Lake 38° 49′ 39″ N, 80° 32′ 7″ W   | Burnsville |              |
| 10    | Windy Run Grade School            | Windy Run Grade School            | 12. Jan. 1984 ID-Nr. 84003518 | Straßenkreuzung der CR 38 CR 19/48 38° 35′ 57″ N, 80° 43′ 27″ W                                     | Tesla      |              |